# Pentameter
Pentameter (græsk pentametron / πεντάμετρον 'femmål') er oprindelig et græsk og latinsk daktylisk versemål, der normalt blev forbundet med et forudgående heksameter til et såkaldt elegisk distikon. I klassisk digtning optræder pentametret således aldrig alene. Et tysk eksempel (Schiller):
Im Hexameter steigt / des Springfluss flüssige Säule;
Im Pentameter drauf / sinkt sie melodisch herab.
(Heksametret er dér hvor springvandet står som en søjle;
Pentametret, ja dér falder den langsomt til ro.)
Pentametret kan bestå af to gange to en halv daktyl:
```
 
– ∪ ∪ – ∪ ∪ –/  – ∪ ∪ 
– ∪ ∪ –
```

- – = en lang stavelse (på latin og græsk) / en trykstærk stavelse (på dansk og andre moderne sprog)
- ∪ = en kort stavelse (på latin og græsk) / en tryksvag stavelse (på dansk osv.)
- / = cæsur, eller kort fraseringspause

De to korte hhv. tryksvage stavelser kan i hvert tilfælde erstattes af én lang hhv. trykstærk stavelse. Som man ser, er der 6 tryk, men altså kun fem fødder, idet den sidste fod er en såkaldt choriambe : – ∪ ∪ – , med to tryk: lángsomt til ró' (dúm-dada-dúm). 
Der er en obligatorisk cæsur mellem de to halvdele. I den sene latinske poesi er der en tilbøjelighed til at lade de to halvdele rime.
Det klassiske, daktyliske pentameter bruges i latinsk og græsk poesi, samt i efterligninger af denne som hos Schiller og Goethe (f.eks. sidstnævntes Romerske Elegier).
Det adskiller sig fra det jambiske pentameter, blank verse, som er et yndet versemål hos William Shakespeare, hvor det har en varieret, ikke nødvendigvis jambisk rytme, som i Hamlet:
To be or not to be, that is the question, (2+2 tryk, med cæsur)
Whether 'tis nobler in the mind to suffer (3 tryk, evt. 2+1)
The slings and arrows of outrageous fortune ... (2+2 tryk)
I mere regelmæssig jambisk form, Blankvers, optræder det hos Schiller og Goethe, og går derfra ind i den danske romantik med Oehlenschläger m.fl., som i Aladdin (regelmæssige 5-fodsjamber uden klar cæsur):
En Dødelig har skrevet dette Digt,
En ringe Sanger, uindviet i
Naturens helligste Mysterium.